# Route nationale 931 (Belgique)
 (avril 2020).
Si vous disposez d'ouvrages ou d'articles de référence ou si vous connaissez des sites web de qualité traitant du thème abordé ici, merci de compléter l'article en donnant les références utiles à sa vérifiabilité et en les liant à la section « Notes et références ».
Pour les articles homonymes, voir Route 931.
La route nationale 931 est une route nationale de Belgique de 9,2 kilomètres qui relie Lustin à Courrière via Maillen (Courrière). Elle fut prolongée au delà de la Meuse, par le pont de Lustin, pour rejoindre la Route Nationale 92.

## Description du tracé

### Communes sur le parcours
- Région wallonne
  -  Province de Namur
    - Lustin
    - Maillen (Courrière)
    - Courrière